# Thanatus striatus
Thanatus striatus es una especie de araña cangrejo del género Thanatus, familia Philodromidae. Fue descrita científicamente por C. L. Koch en 1845.

## Distribución
Esta especie se encuentra en América del Norte, Europa, Turquía, Rusia (de Europa al Lejano Oriente), Kazajistán, Irán y Asia Central.